# Kostas Ferris
Kostas Ferris (griechisch Κώστας Φέρρης, * 18. April 1935 in Kairo) ist ein griechischer Regisseur.
Ferris wurde als Sohn griechischer Eltern in Ägypten geboren. Sein Vater war Kaufmann in Kairo. 1957 ging Ferris zum Studium der Filmwissenschaften nach Athen. Sein bekanntestes Werk ist der 1982 gedrehte Film Rembetiko, der zahlreiche Auszeichnungen erhielt, u. a. einen Silbernen Bären auf der Berlinale 1984.
Im Jahr 1972 kooperierte er mit der Progressive-Rock-Band Aphrodite’s Child als Lyriker deren Albums 666. Er ist unter anderem Mitglied der Europäischen Filmakademie (EFA).